# 625 (tal)
625 är det naturliga heltal som följer 624 och följs av 626.

## Matematiska egenskaper
- 625 är ett udda tal.
- 625 är ett sammansatt tal.
- 625 är ett Friedmantal, eftersom 625 = 56 - 2
- 625 är ett Centrerat oktogontal.
- 625 är ett Tesserakttal.
- 625 är ett Frugalt tal.

## Inom vetenskapen
- 625 Xenia, en asteroid.